# 吉根布赫嶺
77°28′S 168°20′E / 77.467°S 168.333°E
吉根布赫嶺（英語：Giggenbach Ridge）是南極洲的山嶺，位於羅斯島，處於特羅爾山以西，長9公里，最高點海拔高度約2,400米，該山嶺現時由南極條約體系管理。